# National Hockey Stadium
Das National Hockey Stadium war eine Sportstätte in Milton Keynes, England. Die 1995 eröffnete Anlage diente zunächst als Hockeystadion und war zwischen 2003 und 2007 Heimat des Fußballvereins Milton Keynes Dons (bis 2004 FC Wimbledon).
Das Stadium wurde 1995 vom Verband England Hockey als neues nationales Feldhockeystadion mit einem Kunstrasen konzipiert und gebaut. Als der Fußballverein FC Wimbledon seinen Umzug von London nach Milton Keynes plante, wurde es 2003 zum Fußballstadion umgebaut, wobei der Kunstrasen in Naturrasen umgewandelt und die Zuschauerkapazität von etwa 4000 auf knapp 9000 erweitert wurde. Ab der Saison 2003/04 war das National Hockey Stadium Heimstätte des FC Wimbledon, der sich 2004 in Milton Keynes Dons umbenannte. Der englische Hockeyverband blieb dabei Verwalter des Stadions.
Nachdem für den Fußballverein das neue Stadium:mk in Denbigh North gebaut wurde, wo dieser Mitte 2007 einzog, legte der Verband das National Hockey Stadium still, da kein profitabler Betrieb mehr möglich war. Der Bau wurde zwischen dem 17. Dezember 2009 und März 2010 abgerissen. An seiner Stelle wurde die neue Hauptverwaltung des Eisenbahnunternehmens Network Rail errichtet. Im Sommer 2012 wurde der Neubau mit Namen Quadrant:MK eröffnet.